# Синявский, Антон Степанович
Анто́н Степа́нович Синя́вский (1866, Киевская губерния — 1951, Симферополь) — русский и советский учёный и педагог, общественный деятель.
Автор ряда научных трудов.

## Биография
Родился 12 (24) июля 1866  года в селе Веприк Киевской губернии, ныне Фастовского района Киевской области Украины. Происходил из старого священнического рода: отец Стефаний (1831—1927) — протоиерей, магистр теологии; мать — Екатерина (1846—1931).
В 1885 году окончил в Киеве Первую мужскую классическую гимназию, после чего до 1889 года учился на историко-филологическом факультете Киевского университета Св. Владимира. В университете увлекся идеями М. П. Драгоманова, участвовал в запрещенном кружке организации «Свободный союз», и в 1889 году был арестован и в ноябре 1889 года был сослан в город Шенкурск Архангельской губернии. Хотя это не помешало Синявскому получить диплом об окончании университета. В 1890 году он приехал в Одессу, где продолжил образование на юридическом факультете Новороссийского университета.
В 1893 году работал преподавателем военной школы и Одесского коммерческого училища.
Магистерскую диссертацию защитил в Варшавском университете, получив ученое звание магистра экономической истории. С 1894 года — приват-доцент Новороссийского университета, в 1898—1901 годах — преподаватель Варшавского университета и директор коммерческой школы в городе Белостоке (ныне Польша) и с 1899 года — директор коммерческих школ Министерства финансов города Лодзи.
С 1901 года — директор Коммерческой школы, затем ассистент, доцент и с 1910 года — профессор Екатеринославского горного института.
После Октябрьской революции, в 1918 году — сотрудник Министерства образования Украинской Народной Республики; в 1919 году — директор Департамента средних школ Министерства народного образования Гетманата Петра Скоропадского и Директории; одновременно преподавал в Киевском и Каменец-Подольском университетах (здесь занимал должность заведующего кафедрой политэкономии).
С 1920 года А. С. Синявский — профессор Киевского института народного образования (ныне Киевский национальный университет имени Тараса Шевченко), с 1921 года — профессор кафедры сельского хозяйства. С 1924 года — профессор, заведующий кафедрой экономики, географии и мирового хозяйства Института международных отношений. Был научным сотрудником УАН (работал в исторической секции, комиссии востоковедения и комиссии Днепропетровска — был её руководителем).
В 1931 году Синявский выехал на Дальний Восток. В 1931—1934 годах был заведующим кафедрой экономической географии украинского отделения Благовещенского агропедагогического института (ныне Благовещенский государственный педагогический университет) и заведующим кафедрой физической географии Владивостокского педагогического института (ныне Дальневосточный федеральный университет). В 1934—1936 годах — заведующий кафедрой географии Сталинградского педагогического института; в 1936—1939 годах — заведующий кафедрой физической географии Крымского педагогического института им. М. В. Фрунзе; в 1939—1941 годах — профессор Кабардино-Балкарского педагогического института в Нальчике.
Во время Великой Отечественной войны жил в Нальчике. Затем в 1944 году переехал в Киев и позже в Симферополь, где занимал должность профессора Крымского педагогического института. После этого также в качестве профессора работал в Донском (Ростовский государственный университет, ныне Южный федеральный университет, 1944—1945) и Черновицком (ныне Черновицкий национальный университет имени Юрия Федьковича) университетах; в Кировоградском (ныне Центральноукраинский государственный педагогический университет имени Владимира Винниченко, 1947—1949) и Краснодарском (ныне Кубанский государственный университет, 1949—1950) педагогических институтах.
В конце 1950 года А. С. Синявский вышел на пенсию и снова приехал в Крым. Умер 2 февраля 1951 года в Симферополе, где и был похоронен. В 1987 году, в связи с ликвидацией части кварталов Старорусского кладбища в Симферополе, был перезахоронен на Лесном кладбище Киева.
Имел награды Российской империи: ордена Святого Владимира, Святого Станислава и Святой Анны.
В РГАЛИ находятся документы, относящиеся к А. С. Синявскому.